# Museo del Carnaval (Montevideo)
El Museo del Carnaval es un museo uruguayo, ubicado en la Rambla 25 de agosto de 1825 N.º 218, esquina Maciel en Montevideo.
Se encuentra dentro del contexto de los museos de identidad, dado que su objetivo es valorar las tradiciones de una de las principales fiestas del Uruguay.
En 2009 ganó el Premio Internacional Reina Sofía de Conservación y Restauración del Patrimonio Cultural. En 2017 ganó el Premio Morosoli por su programa de relacionamiento con la comunidad "El Tablado de  Barrio"
Es administrado por la Corporación Nacional para el Desarrollo bajo la forma de fideicomiso que integran la Intendencia de Montevideo, el Ministerio de Turismo, la Administración Nacional de Puertos y desde diciembre de 2015 el Ministerio de Educación y Cultura de Uruguay.
El 2 de mayo de 2016, los Trabajadores del Fideicomiso del Museo del Carnaval comunicaron el cierre del museo por tiempo indeterminado. La medida responde al envío al seguro de paro a la casi totalidad de la plantilla laboral.
El 8 de septiembre de 2016 el Museo ha abierto sus puertas nuevamente sobre la base de un acuerdo bipartito entre los fideicomitentes liderados por el Ministerio de Educación y Cultura de Uruguay y los trabajadores con el  Ministerio de Trabajo y Seguridad Social de Uruguay como mediaror. Donde, para lograr la apertura y conservar los puestos los trabajadores propusieron una reducción horaria de su horario laboral habitual

## Acervo
El museo posee un gran acervo de objetos, trajes, maquetas, imágenes e información de prensa relativa a la historia del carnaval en Uruguay y también sobre sus orígenes.
"La calle de adoquines que atraviesa el interior del museo no pasa desapercibida. De hecho, la coordinadora del espacio (junto a Eduardo Rabelino) se atrevió a asegurar que “es el primer museo del mundo con una calle adentro, algo muy importante en este caso porque el carnaval es la calle y el barrio”."
El museo cuenta con una importante muestra sobre el desarrollo de las murgas, una expresión típica del carnaval uruguayo, y máscaras que en los comienzos del carnaval estaban muy relacionadas con las mismas "Hasta 1917, año en el que accedieron a un espacio propio dentro del Concurso oficial de Agrupaciones, los murguistas integraron la categoría de "máscaras sueltas", un caótico conglomerado que, en tiempos en que las reglas de juego de la competencia eran mucho más laxas que hoy, ofició como una especie de comodín o de cajón de sastre, albergando un sinfín de propuestas de la más variada índole."

## Muestras
El museo cuenta con muestras estables sobre: candombe, murga, Historia del Carnaval del Uruguay y los antiguos tablados.

## Precio de entradas
- Entradas generales $110 (ciento diez pesos uruguayos)
- Entradas para países miembros del MERCOSUR $70 (setenta pesos uruguayos).
- 50 % de descuento con tarjeta de débito del BROU.
- Menores de 12 años entrada libre.

## Galería

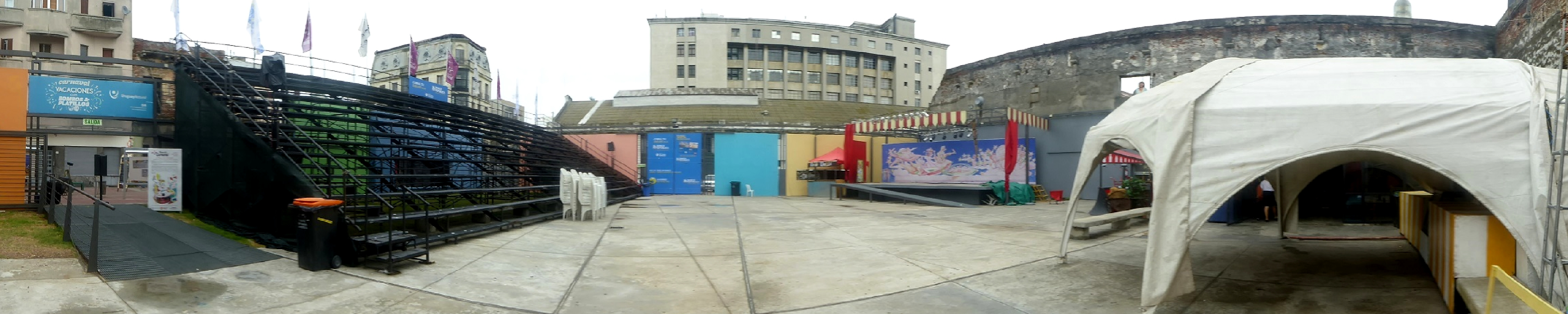
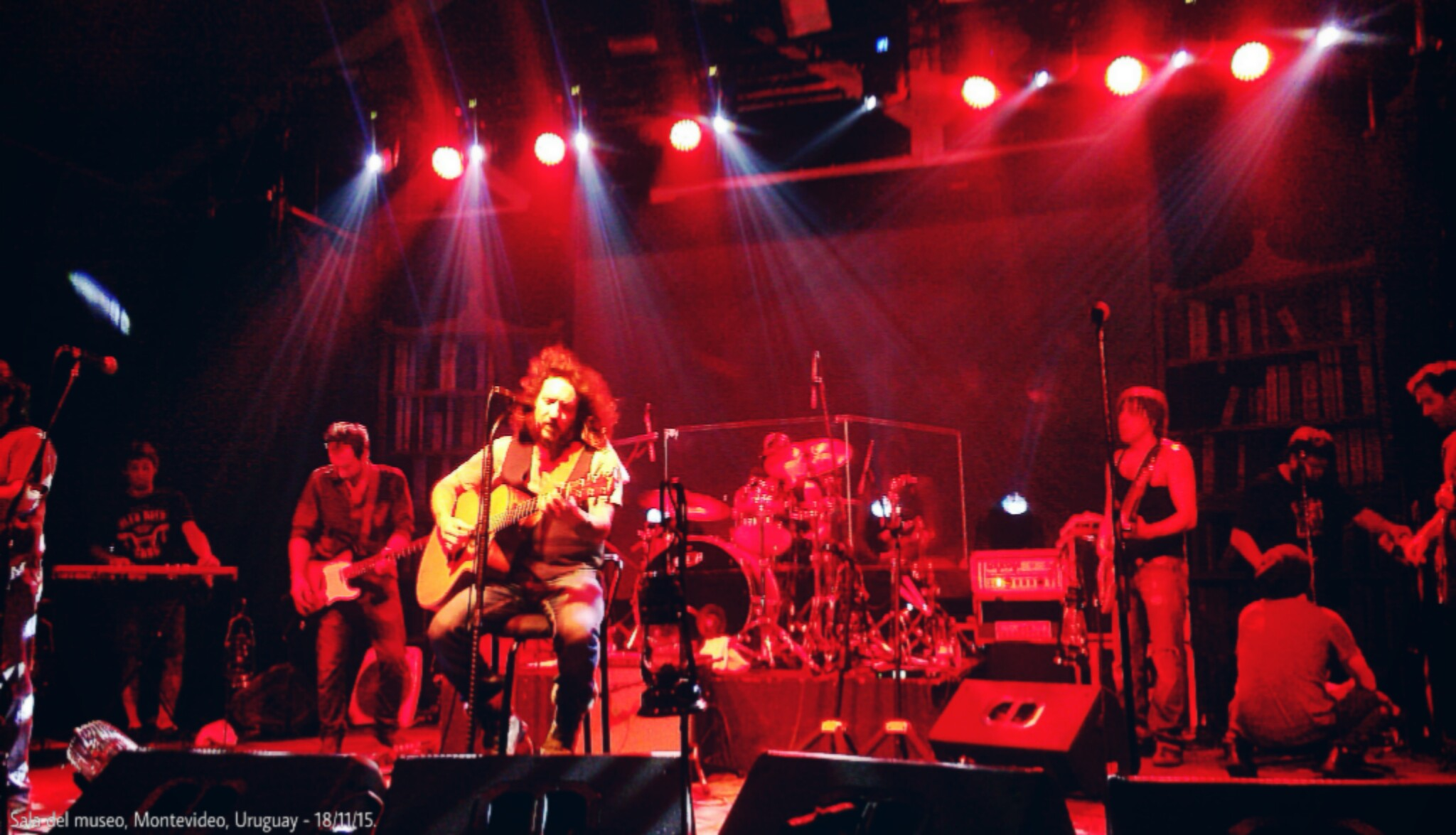
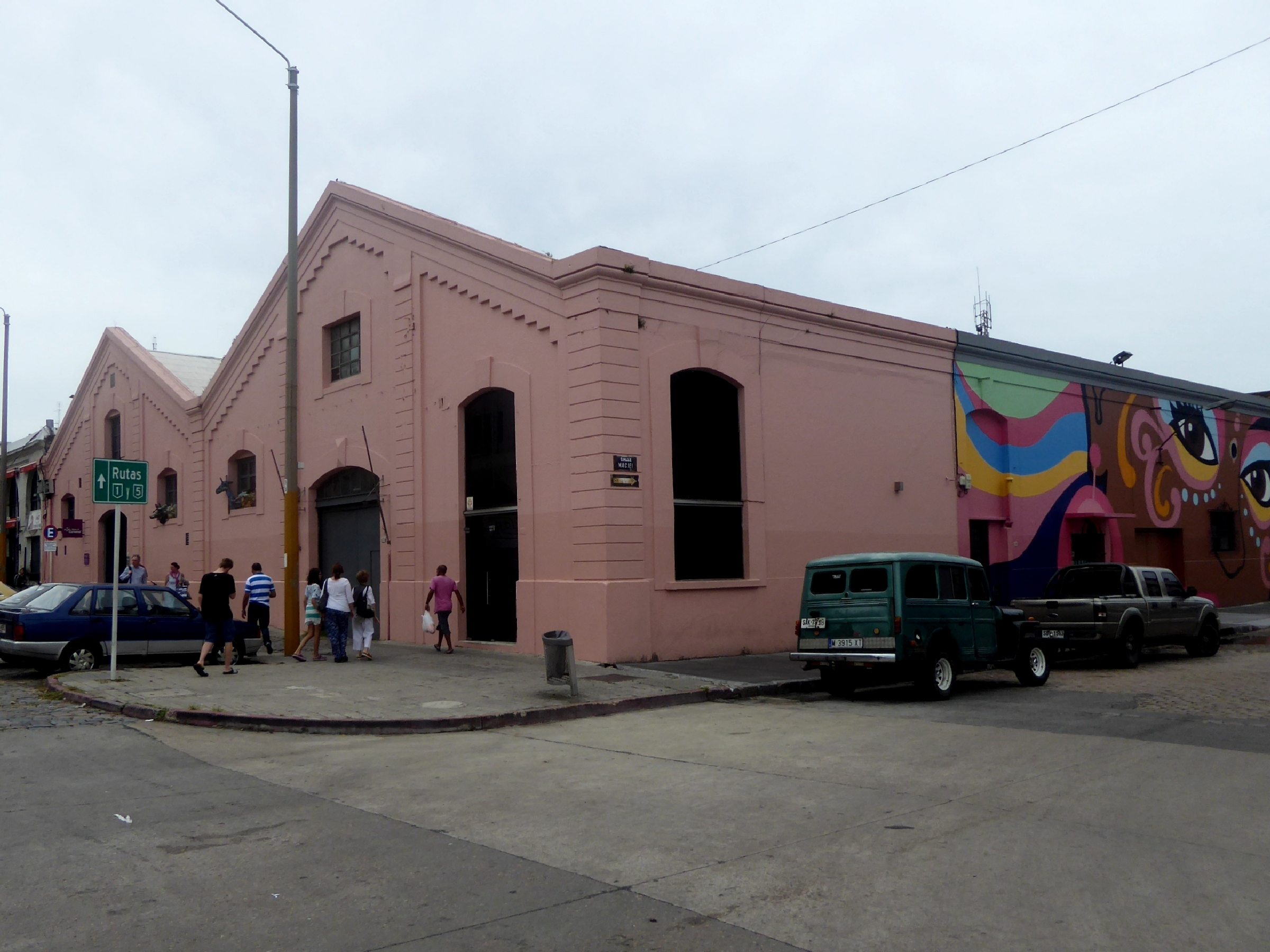
Fachada de Esquina del Museo del Carnaval.